# Chapelle Saint-Jean de Montañana
Pour les articles homonymes, voir Chapelle Saint-Jean et Montañana.
La chapelle Saint-Jean de Montañana (en espagnol : ermita de San Juan de Montañana) est une chapelle romaine construite aux XIIe et XIIIe siècles, qui se situe sur la commune actuelle de Puente de Montañana, en Ribagorce (province de Huesca, communauté autonome d'Aragon). 

## Architecture

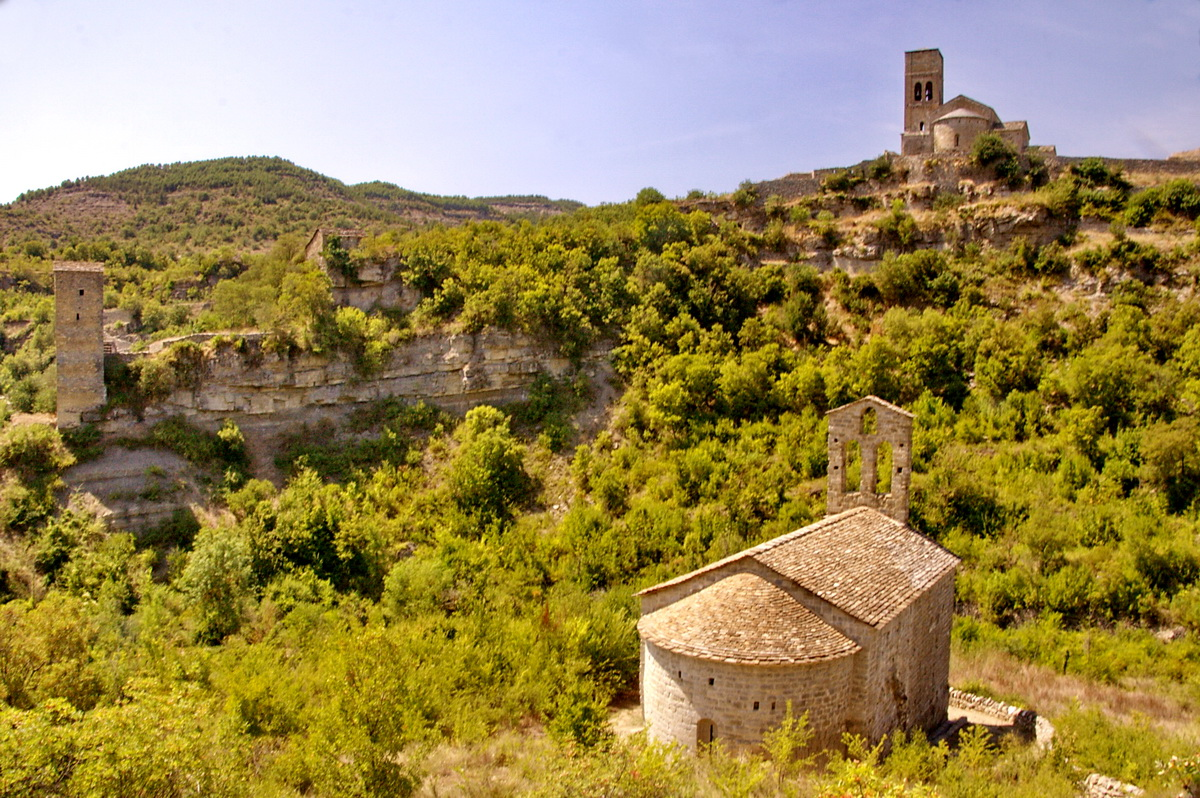
La chapelle Saint-Jean de Montañana, avec à l'arrière-plan l'église Sainte-Marie de Baldós.

Elle se compose d'une nef et d'une abside ; elle comptait par le passé deux chapelles latérales, qui ne subsistent pas aujourd'hui. Un clocher-mur avec trois ouvertures surplombe la façade ouest, où se trouve la porte principale. Le portail contre quatre archivoltes et chapiteaux historiés, représentant des scènes de la vie de Jean le Baptiste, ainsi que la naissance et l'adoration du Christ. Elle compte également une porte côté sud, qui était probablement la porte principale à l'époque de la construction. 